# Зхоб (река)
Зхоб (урду دریائے ژوب‎, Дарья-йе-Жоб, англ. Zhob) — река на западе Пакистана, в провинциях Белуджистан и Хайбер-Пахтунхва. Длина составляет 386 км. Правый приток реки Гумаль, которая, в свою очередь, является притоком Инда.
Берёт начало в районе горного хребта Хан-Метарзай и течёт преимущественно в северо-восточном направлении. Протекает в 4 км от города Зхоб. Впадает в реку Гумаль близ города Хаджури-Хач. Название реки в переводе с пушту означает «сочащаяся вода». Воды реки активно используются для орошения сельскохозяйственных угодий. Зимой в долине реки Зхоб останавливаются перелётные птицы из Сибири. Пакистанский округ Зхоб — единственный округ Белуджистана, на климат которого оказывают влияние муссоны, от которых, в свою очередь, зависит уровень воды в реке Зхоб.